# سید باقر (کرخه)
سید باقر، روستایی در دهستان کرخا بخش شاوور شهرستان کرخه در استان خوزستان ایران است.

## جمعیت
بر پایه سرشماری عمومی نفوس و مسکن در سال ۱۳۹۵، جمعیت این روستا برابر با ۸۹۴ نفر (۲۵۰ خانوار) بوده‌است.